# 豊橋市立杉山小学校
豊橋市立杉山小学校（とよはししりつ すぎやましょうがっこう）は、愛知県豊橋市杉山町にある公立小学校。

## 校区
- 杉山町が校区であり、公立中学校の進学先は豊橋市立章南中学校である。
- 旧・渥美郡杉山村の小学校であった。

## 沿革
- 1873年（明治6年） - 第二大学区第十中学区第十六番小学杉山学校として開校。宝林寺[注釈 1]を仮校舎とする。
- 1878年（明治11年） - 杉山村、神吉新田、谷熊村が合併し、杉谷村となる。
- 1880年（明治13年） - 渥美郡第二十九番小学杉山学校に改称する。
- 1881年（明治14年） - 長慶寺[注釈 2]に移転する。
- 1882年（明治15年） - 杉谷村が杉山村（旧・杉山村、神吉新田）と谷熊村に分立する。
- 1887年（明治20年）4月 - 渥美郡谷熊尋常小学校に統合され、渥美郡谷熊尋常小学校杉山分校となる。
- 1888年（明治21年） - 独立し、渥美郡杉山村立杉山尋常小学校となる。
- 1889年（明治22年） - 杉山村字孝仁[注釈 3]に校舎を新築し、移転する。
- 1892年（明治25年） - 高等科を設置し、渥美郡杉山村立杉山尋常高等小学校に改称する。
- 1901年（明治34年） - 校舎を増築する。
- 1906年（明治39年）9月10日 - 杉山村と六連村が合併し、杉山村が発足する。
- 1913年（大正2年） - 現在地に校舎を新築し、移転する。
- 1941年（昭和16年）4月1日 - 杉山国民学校に改称する。
- 1947年（昭和22年）4月1日 - 杉山村立杉山小学校に改称する。
- 1955年（昭和30年）4月1日 - 分割により、旧来の杉山村域が豊橋市に、旧・六連村域が田原町にそれぞれ編入される。杉山小学校は豊橋市の小学校となり、豊橋市立杉山小学校に改称する。
- 1962年（昭和37年） - 新校舎（鉄筋コンクリート造。現・北校舎。）が完成する。
- 1965年（昭和40年） - 校舎（中校舎）が完成する。
- 1967年（昭和42年） - 校舎（南校舎）が完成する。
- 1965年（昭和42年） - 校舎を増築する。
- 1969年（昭和44年） - プールが完成する。
- 1970年（昭和45年） - 体育館が完成する。
- 1972年（昭和47年） - 校舎を増築する。
- 1976年（昭和51年） - 校舎を増築する。
- 1979年（昭和54年） - 校舎を増築する。

## 交通アクセス
- 豊橋鉄道渥美線杉山駅下車、徒歩約10分。